# Cernet2
Le réseau CERNET2 (China Education and Research Network, en français « Réseau chinois d'éducation et de recherche ») est l'équivalent d'Internet2 en république populaire de Chine.
Le 27 décembre 2004, la république populaire de Chine annonce avoir lancé le premier backbone network de l'internet nouvelle génération IPv6.
En Europe, l'IPv6 est à l'essai, principalement dans des universités. Le réseau Renater est notamment mis à contribution.
L'annonce vient de huit départements différents du gouvernement chinois.
En 2004, il s'agit du plus grand réseau IPv6. Il connecte 25 universités dans environ 20 villes.
En pratique, le réseau peut atteindre des débits de 40 gigabits par seconde.
Ce projet a été dirigé par Wu Jianping, directeur du comité d'experts de CERNET.
L'un des principaux avantages d'IPv6 est sa capacité à répondre à la pénurie d'adresses IPv4 dont l'ancien réseau souffre.
La moitié des équipements clefs en comptant les routeurs est fourni par Huawei Technologies, le géant chinois des telecoms, et Tsinghua Bit-Way.
Le réseau a été prévu pour connecter 100 universités.